# Eleições autárquicas de 2009 em Braga
As eleições autárquicas de 2009, no Concelho de Braga, serviram para eleger os membros para os diferentes órgãos do poder local.
Naquelas que foram as eleições mais competitivas em décadas no concelho, Mesquita Machado, presidente da Câmara pelo Partido Socialista desde 1976, conseguiu uma nova vitória e manter a maioria absoluta na vereação.
A coligação de direita, entre PSD, CDS e PPM, liderado por Ricardo Rio, apesar de se ter aproximado dos socialista, falhou, mais uma vez, a conquista da Câmara.
Por fim, a Coligação Democrática Unitária e o Bloco de Esquerda não conseguiram eleger qualquer vereador.

## Resultados Oficiais
Os resultados nas eleições autárquicas de 2009 no Concelho de Braga para os diferentes órgãos do poder local foram os seguintes:

### Câmara Municipal
| Partido                 | Partido                        | Votos   | %               | +/-  | Vereadores | +/-     |
| ----------------------- | ------------------------------ | ------- | --------------- | ---- | ---------- | ------- |
|                         | Partido Socialista             | 43 806  | 44,71 / 100,00  | 0,21 | 6 / 11     | Estável |
|                         | PSD-CDS-PPM                    | 41 142  | 41,99 / 100,00  | 3,13 | 5 / 11     | Estável |
|                         | Coligação Democrática Unitária | 6 212   | 6,34 / 100,00   | 0,72 | 0 / 11     | Estável |
|                         | Bloco de Esquerda              | 3 935   | 4,02 / 100,00   | 0,35 | 0 / 11     | Estável |
|                         | Partido da Terra               | 704     | 0,72 / 100,00   | -    | 0 / 11     | -       |
| Votos Inválidos         | Votos Inválidos                | 2 176   | 2,22 / 100,00   | 1,48 |            |         |
| Total                   | Total                          | 97 975  | 100,00 / 100,00 |      | 11 / 11    |         |
| Eleitorado/Participação | Eleitorado/Participação        | 150 102 | 65,27 / 100,00  | 2,63 |            |         |

### Assembleia Municipal
| Partido                 | Partido                        | Votos   | %               | +/-  | Mandatos | +/- |
| ----------------------- | ------------------------------ | ------- | --------------- | ---- | -------- | --- |
|                         | Partido Socialista             | 41 372  | 42,23 / 100,00  | 0,78 | 28 / 63  | 1   |
|                         | PSD-CDS-PPM                    | 40 105  | 40,93 / 100,00  | 1,80 | 27 / 63  | 1   |
|                         | Coligação Democrática Unitária | 7 530   | 7,69 / 100,00   | 1,64 | 5 / 63   | 1   |
|                         | Bloco de Esquerda              | 5 598   | 5,71 / 100,00   | 0,49 | 3 / 63   | 1   |
|                         | Partido da Terra               | 890     | 0,91 / 100,00   | -    | 0 / 63   | -   |
| Votos Inválidos         | Votos Inválidos                | 2 480   | 2,53 / 100,00   | 1,36 |          |     |
| Total                   | Total                          | 97 975  | 100,00 / 100,00 |      | 63 / 63  |     |
| Eleitorado/Participação | Eleitorado/Participação        | 150 102 | 65,27 / 100,00  | 2,64 |          |     |

### Juntas de Freguesia
| Partido                 | Partido                        | Votos   | %               | +/-  | Presidentes | +/-     | Mandatos  | +/-     |
| ----------------------- | ------------------------------ | ------- | --------------- | ---- | ----------- | ------- | --------- | ------- |
|                         | Partido Socialista             | 36 422  | 37,17 / 100,00  | 0,72 | 35 / 62     | 4       | 248 / 542 | 9       |
|                         | PSD-CDS-PPM                    | 34 225  | 34,93 / 100,00  | 1,01 | 17 / 62     | 3       | 188 / 542 | Estável |
|                         | Grupo de Cidadãos              | 11 025  | 11,25 / 100,00  | 1,29 | 8 / 62      | Estável | 78 / 542  | 18      |
|                         | Coligação Democrática Unitária | 8 782   | 8,96 / 100,00   | 1,22 | 2 / 62      | 1       | 23 / 542  | 12      |
|                         | Bloco de Esquerda              | 3 797   | 3,88 / 100,00   | 0,88 | 0 / 62      | Estável | 5 / 542   | 1       |
| Votos Inválidos         | Votos Inválidos                | 3 725   | 3,81 / 100,00   | 0,66 |             |         |           |         |
| Total                   | Total                          | 97 976  | 100,00 / 100,00 |      | 62 / 62     |         | 542 / 542 | 16      |
| Eleitorado/Participação | Eleitorado/Participação        | 150 102 | 65,27 / 100,00  | 2,63 |             |         |           |         |

## Resultados por Freguesia

### Câmara Municipal
| Freguesia                    | %     | %             | %     | %     | %    | Votantes |
| Freguesia                    | PS    | PSD- CDS- PPM | CDU   | BE    | MPT  | Votantes |
| ---------------------------- | ----- | ------------- | ----- | ----- | ---- | -------- |
| Adaúfe                       | 50,53 | 39,35         | 3,97  | 4,01  | 0,40 | 2 244    |
| Arcos                        | 56,99 | 34,62         | 3,87  | 3,01  | 0,22 | 465      |
| Arentim                      | 58,41 | 31,79         | 3,84  | 3,58  | 1,19 | 755      |
| Aveleda                      | 54,01 | 34,48         | 6,51  | 2,36  | 0,29 | 1 398    |
| Braga - Cividade             | 30,18 | 55,94         | 6,24  | 4,93  | 0,60 | 994      |
| Braga - Maximinos            | 40,38 | 41,74         | 8,23  | 5,96  | 0,78 | 4 497    |
| Braga - S. João do Souto     | 25,41 | 61,08         | 5,05  | 5,23  | 0,36 | 555      |
| Braga - S. José de S. Lázaro | 37,86 | 46,50         | 7,39  | 5,16  | 0,79 | 7 697    |
| Braga - São Vicente          | 37,25 | 41,86         | 9,11  | 8,15  | 1,36 | 5 755    |
| Braga - São Victor           | 35,13 | 47,92         | 7,87  | 5,46  | 1,02 | 12 075   |
| Braga - Sé                   | 39,32 | 39,74         | 13,27 | 4,13  | 0,73 | 2 879    |
| Cabreiros                    | 53,75 | 37,96         | 3,99  | 1,91  | 0,08 | 1 254    |
| Celeirós                     | 51,20 | 34,02         | 8,56  | 2,92  | 0,74 | 1 881    |
| Crespos                      | 45,83 | 48,37         | 1,27  | 2,12  | 0,57 | 707      |
| Cunha                        | 57,37 | 38,78         | 0,45  | 1,59  | 0,23 | 441      |
| Dume                         | 52,13 | 36,22         | 5,35  | 2,68  | 0,59 | 2 018    |
| Escudeiros                   | 50,85 | 43,80         | 2,25  | 1,13  | 0,28 | 710      |
| Espinho                      | 55,03 | 36,18         | 6,41  | 0,63  | 0,25 | 796      |
| Esporões                     | 54,14 | 38,58         | 1,67  | 2,51  | 0,92 | 1 195    |
| Este São Mamede              | 58,48 | 29,15         | 3,86  | 3,59  | 1,08 | 1 115    |
| Este São Pedro               | 48,57 | 42,09         | 3,92  | 2,56  | 0,08 | 1 328    |
| Ferreiros                    | 52,72 | 35,52         | 5,59  | 3,75  | 0,58 | 3 972    |
| Figueiredo                   | 57,60 | 36,41         | 2,40  | 1,08  | 0,84 | 835      |
| Fradelos                     | 35,29 | 60,78         | 1,07  | 0,89  | 0,53 | 561      |
| Fraião                       | 37,01 | 53,67         | 3,48  | 2,95  | 0,66 | 1 524    |
| Frossos                      | 48,63 | 39,91         | 5,02  | 4,14  | 0,53 | 1 135    |
| Gondizalves                  | 48,57 | 40,36         | 4,76  | 2,98  | 0,71 | 840      |
| Gualtar                      | 46,83 | 40,59         | 5,98  | 3,94  | 0,52 | 2 693    |
| Guisande                     | 53,05 | 42,99         | 1,52  | 0,91  | 0    | 328      |
| Lamaçães                     | 40,00 | 47,16         | 4,63  | 5,49  | 0,62 | 1 620    |
| Lamas                        | 60,38 | 36,69         | 0,63  | 0,84  | 0,21 | 477      |
| Lomar                        | 44,31 | 43,86         | 6,70  | 2,74  | 0,66 | 2 882    |
| Merelim São Paio             | 48,05 | 29,70         | 17,07 | 2,89  | 0,27 | 1 488    |
| Merelim São Pedro            | 46,00 | 44,02         | 4,99  | 2,14  | 0,48 | 1 263    |
| Mire de Tibães               | 50,58 | 38,58         | 5,71  | 2,89  | 0,32 | 1 558    |
| Morreira                     | 58,93 | 35,54         | 2,39  | 0,92  | 0,55 | 543      |
| Navarra                      | 36,89 | 55,66         | 1,94  | 2,59  | 0    | 309      |
| Nogueira                     | 46,87 | 41,30         | 5,14  | 3,98  | 0,65 | 3 518    |
| Nogueiró                     | 33,05 | 50,70         | 7,59  | 5,11  | 1,08 | 1 292    |
| Oliveira São Pedro           | 44,95 | 44,50         | 3,67  | 2,29  | 1,15 | 436      |
| Padim da Graça               | 51,39 | 39,77         | 4,85  | 1,56  | 0,95 | 1 154    |
| Palmeira                     | 44,37 | 44,34         | 4,45  | 3,55  | 0,83 | 3 013    |
| Panóias                      | 52,09 | 36,21         | 7,64  | 3,08  | 0    | 812      |
| Parada de Tibães             | 52,94 | 37,31         | 5,21  | 2,35  | 0,34 | 595      |
| Passos São Julião            | 55,70 | 38,61         | 2,95  | 1,05  | 0,21 | 474      |
| Pedralva                     | 55,33 | 38,59         | 3,32  | 0,69  | 0,28 | 723      |
| Penso Santo Estêvão          | 50,00 | 43,18         | 1,95  | 2,27  | 1,62 | 308      |
| Penso São Vicente            | 59,04 | 35,15         | 3,07  | 0,34  | 0,68 | 293      |
| Pousada                      | 51,66 | 40,48         | 0,30  | 4,53  | 1,21 | 331      |
| Priscos                      | 35,48 | 59,51         | 2,34  | 0,67  | 0,56 | 899      |
| Real                         | 45,14 | 37,30         | 9,15  | 5,04  | 1,06 | 3 212    |
| Ruilhe                       | 47,83 | 38,92         | 6,99  | 3,25  | 0,60 | 830      |
| Santa Lucrécia de Algeriz    | 59,45 | 25,37         | 1,49  | 11,19 | 0,50 | 402      |
| Semelhe                      | 45,37 | 45,55         | 4,17  | 2,36  | 1,27 | 551      |
| Sequeira                     | 52,21 | 37,76         | 3,56  | 3,34  | 0,44 | 1 377    |
| Sobreposta                   | 46,26 | 47,19         | 3,48  | 1,34  | 0,67 | 748      |
| Tadim                        | 51,95 | 36,51         | 7,65  | 2,02  | 0    | 693      |
| Tebosa                       | 68,47 | 25,85         | 3,65  | 0,68  | 0,14 | 739      |
| Tenões                       | 38,82 | 41,23         | 9,77  | 6,16  | 1,34 | 747      |
| Trandeiras                   | 46,90 | 48,91         | 1,82  | 1,46  | 0,55 | 548      |
| Vilaça                       | 52,74 | 39,02         | 4,73  | 1,37  | 0    | 656      |
| Vimieiro                     | 56,03 | 37,28         | 2,99  | 1,91  | 0,72 | 837      |
| Braga                        | 44,71 | 41,99         | 6,34  | 4,02  | 0,72 | 97 975   |

#### Adaúfe
| Partido                 | Partido                        | Votos | %               | +/-  |
| ----------------------- | ------------------------------ | ----- | --------------- | ---- |
|                         | Partido Socialista             | 1 134 | 50,53 / 100,00  | 2,04 |
|                         | PSD-CDS-PPM                    | 883   | 39,35 / 100,00  | 5,97 |
|                         | Bloco de Esquerda              | 90    | 4,01 / 100,00   | 0,63 |
|                         | Coligação Democrática Unitária | 89    | 3,97 / 100,00   | 1,66 |
|                         | Partido da Terra               | 9     | 0,40 / 100,00   | -    |
| Votos Inválidos         | Votos Inválidos                | 39    | 1,74 / 100,00   | 1,39 |
| Total                   | Total                          | 2 244 | 100,00 / 100,00 |      |
| Eleitorado/Participação | Eleitorado/Participação        | 3 757 | 59,73 / 100,00  | 1,64 |

#### Arcos
| Partido                 | Partido                        | Votos | %               | +/-  |
| ----------------------- | ------------------------------ | ----- | --------------- | ---- |
|                         | Partido Socialista             | 265   | 56,99 / 100,00  | 3,33 |
|                         | PSD-CDS-PPM                    | 161   | 34,62 / 100,00  | 2,87 |
|                         | Coligação Democrática Unitária | 18    | 3,87 / 100,00   | 1,83 |
|                         | Bloco de Esquerda              | 14    | 3,01 / 100,00   | 1,20 |
|                         | Partido da Terra               | 1     | 0,22 / 100,00   | -    |
| Votos Inválidos         | Votos Inválidos                | 6     | 1,30 / 100,00   | 1,20 |
| Total                   | Total                          | 465   | 100,00 / 100,00 |      |
| Eleitorado/Participação | Eleitorado/Participação        | 630   | 73,81 / 100,00  | 5,08 |

#### Arentim
| Partido                 | Partido                        | Votos | %               | +/-  |
| ----------------------- | ------------------------------ | ----- | --------------- | ---- |
|                         | Partido Socialista             | 441   | 58,41 / 100,00  | 0,81 |
|                         | PSD-CDS-PPM                    | 240   | 31,79 / 100,00  | 3,74 |
|                         | Coligação Democrática Unitária | 29    | 3,84 / 100,00   | 3,69 |
|                         | Bloco de Esquerda              | 27    | 3,58 / 100,00   | 1,89 |
|                         | Partido da Terra               | 9     | 1,19 / 100,00   | -    |
| Votos Inválidos         | Votos Inválidos                | 9     | 1,19 / 100,00   | 1,02 |
| Total                   | Total                          | 755   | 100,00 / 100,00 |      |
| Eleitorado/Participação | Eleitorado/Participação        | 915   | 82,51 / 100,00  | 3,43 |

#### Aveleda
| Partido                 | Partido                        | Votos | %               | +/-  |
| ----------------------- | ------------------------------ | ----- | --------------- | ---- |
|                         | Partido Socialista             | 755   | 54,01 / 100,00  | 4,64 |
|                         | PSD-CDS-PPM                    | 482   | 34,48 / 100,00  | 0,95 |
|                         | Coligação Democrática Unitária | 91    | 6,51 / 100,00   | 1,33 |
|                         | Bloco de Esquerda              | 33    | 2,36 / 100,00   | 0,85 |
|                         | Partido da Terra               | 4     | 0,29 / 100,00   | -    |
| Votos Inválidos         | Votos Inválidos                | 33    | 2,36 / 100,00   | 1,97 |
| Total                   | Total                          | 1 398 | 100,00 / 100,00 |      |
| Eleitorado/Participação | Eleitorado/Participação        | 1 968 | 71,04 / 100,00  | 3,72 |

#### Braga - Cividade
| Partido                 | Partido                        | Votos | %               | +/-  |
| ----------------------- | ------------------------------ | ----- | --------------- | ---- |
|                         | PSD-CDS-PPM                    | 556   | 55,94 / 100,00  | 4,56 |
|                         | Partido Socialista             | 300   | 30,18 / 100,00  | 1,09 |
|                         | Coligação Democrática Unitária | 62    | 6,24 / 100,00   | 1,06 |
|                         | Bloco de Esquerda              | 49    | 4,93 / 100,00   | 1,28 |
|                         | Partido da Terra               | 6     | 0,60 / 100,00   | -    |
| Votos Inválidos         | Votos Inválidos                | 21    | 2,11 / 100,00   | 2,92 |
| Total                   | Total                          | 994   | 100,00 / 100,00 |      |
| Eleitorado/Participação | Eleitorado/Participação        | 1 540 | 64,55 / 100,00  | 4,02 |

#### Braga - Maximinos
| Partido                 | Partido                        | Votos | %               | +/-  |
| ----------------------- | ------------------------------ | ----- | --------------- | ---- |
|                         | PSD-CDS-PPM                    | 1 877 | 41,74 / 100,00  | 2,28 |
|                         | Partido Socialista             | 1 816 | 40,38 / 100,00  | 0,97 |
|                         | Coligação Democrática Unitária | 370   | 8,23 / 100,00   | 0,70 |
|                         | Bloco de Esquerda              | 268   | 5,96 / 100,00   | 0,06 |
|                         | Partido da Terra               | 35    | 0,78 / 100,00   | -    |
| Votos Inválidos         | Votos Inválidos                | 131   | 2,92 / 100,00   | 1,17 |
| Total                   | Total                          | 4 497 | 100,00 / 100,00 |      |
| Eleitorado/Participação | Eleitorado/Participação        | 7 528 | 59,74 / 100,00  | 3,98 |

#### Braga - São João do Souto
| Partido                 | Partido                        | Votos | %               | +/-  |
| ----------------------- | ------------------------------ | ----- | --------------- | ---- |
|                         | PSD-CDS-PPM                    | 339   | 61,08 / 100,00  | 2,09 |
|                         | Partido Socialista             | 141   | 25,41 / 100,00  | 2,19 |
|                         | Bloco de Esquerda              | 29    | 5,23 / 100,00   | 1,13 |
|                         | Coligação Democrática Unitária | 28    | 5,05 / 100,00   | 0,79 |
|                         | Partido da Terra               | 2     | 0,36 / 100,00   | -    |
| Votos Inválidos         | Votos Inválidos                | 16    | 2,88 / 100,00   | 0,59 |
| Total                   | Total                          | 555   | 100,00 / 100,00 |      |
| Eleitorado/Participação | Eleitorado/Participação        | 894   | 62,08 / 100,00  | 6,17 |

#### Braga - São José de São Lázaro
| Partido                 | Partido                        | Votos  | %               | +/-  |
| ----------------------- | ------------------------------ | ------ | --------------- | ---- |
|                         | PSD-CDS-PPM                    | 3 579  | 46,50 / 100,00  | 1,03 |
|                         | Partido Socialista             | 2 914  | 37,86 / 100,00  | 2,82 |
|                         | Coligação Democrática Unitária | 569    | 7,39 / 100,00   | 0,34 |
|                         | Bloco de Esquerda              | 397    | 5,16 / 100,00   | 1,12 |
|                         | Partido da Terra               | 61     | 0,79 / 100,00   | -    |
| Votos Inválidos         | Votos Inválidos                | 177    | 2,30 / 100,00   | 1,99 |
| Total                   | Total                          | 7 697  | 100,00 / 100,00 |      |
| Eleitorado/Participação | Eleitorado/Participação        | 12 759 | 60,33 / 100,00  | 0,25 |

#### Braga - São Vicente
| Partido                 | Partido                        | Votos | %               | +/-  |
| ----------------------- | ------------------------------ | ----- | --------------- | ---- |
|                         | PSD-CDS-PPM                    | 2 409 | 41,86 / 100,00  | 3,98 |
|                         | Partido Socialista             | 2 144 | 37,25 / 100,00  | 2,71 |
|                         | Coligação Democrática Unitária | 524   | 9,11 / 100,00   | 1,01 |
|                         | Bloco de Esquerda              | 469   | 8,15 / 100,00   | 1,69 |
|                         | Partido da Terra               | 78    | 1,36 / 100,00   | -    |
| Votos Inválidos         | Votos Inválidos                | 131   | 2,28 / 100,00   | 2,23 |
| Total                   | Total                          | 5 755 | 100,00 / 100,00 |      |
| Eleitorado/Participação | Eleitorado/Participação        | 9 914 | 58,05 / 100,00  | 1,61 |

#### Braga - São Victor
| Partido                 | Partido                        | Votos  | %               | +/-  |
| ----------------------- | ------------------------------ | ------ | --------------- | ---- |
|                         | PSD-CDS-PPM                    | 5 786  | 47,92 / 100,00  | 3,18 |
|                         | Partido Socialista             | 4 242  | 35,13 / 100,00  | 0,74 |
|                         | Coligação Democrática Unitária | 950    | 7,87 / 100,00   | 0,94 |
|                         | Bloco de Esquerda              | 659    | 5,46 / 100,00   | 1,24 |
|                         | Partido da Terra               | 123    | 1,02 / 100,00   | -    |
| Votos Inválidos         | Votos Inválidos                | 315    | 2,61 / 100,00   | 1,51 |
| Total                   | Total                          | 12 075 | 100,00 / 100,00 |      |
| Eleitorado/Participação | Eleitorado/Participação        | 21 863 | 55,23 / 100,00  | 3,73 |

#### Braga - Sé
| Partido                 | Partido                        | Votos | %               | +/-  |
| ----------------------- | ------------------------------ | ----- | --------------- | ---- |
|                         | PSD-CDS-PPM                    | 1 144 | 39,74 / 100,00  | 6,15 |
|                         | Partido Socialista             | 1 132 | 39,32 / 100,00  | 0,97 |
|                         | Coligação Democrática Unitária | 382   | 13,27 / 100,00  | 0,41 |
|                         | Bloco de Esquerda              | 119   | 4,13 / 100,00   | 1,65 |
|                         | Partido da Terra               | 21    | 0,73 / 100,00   | -    |
| Votos Inválidos         | Votos Inválidos                | 81    | 2,82 / 100,00   | 1,61 |
| Total                   | Total                          | 2 879 | 100,00 / 100,00 |      |
| Eleitorado/Participação | Eleitorado/Participação        | 4 483 | 64,22 / 100,00  | 1,61 |

#### Cabreiros
| Partido                 | Partido                        | Votos | %               | +/-  |
| ----------------------- | ------------------------------ | ----- | --------------- | ---- |
|                         | Partido Socialista             | 674   | 53,75 / 100,00  | 1,31 |
|                         | PSD-CDS-PPM                    | 476   | 37,96 / 100,00  | 2,24 |
|                         | Coligação Democrática Unitária | 50    | 3,99 / 100,00   | 0,58 |
|                         | Bloco de Esquerda              | 24    | 1,91 / 100,00   | 0,21 |
|                         | Partido da Terra               | 1     | 0,08 / 100,00   | -    |
| Votos Inválidos         | Votos Inválidos                | 29    | 2,31 / 100,00   | 0,84 |
| Total                   | Total                          | 1 254 | 100,00 / 100,00 |      |
| Eleitorado/Participação | Eleitorado/Participação        | 1 651 | 75,95 / 100,00  | 7,34 |

#### Celeirós
| Partido                 | Partido                        | Votos | %               | +/-   |
| ----------------------- | ------------------------------ | ----- | --------------- | ----- |
|                         | Partido Socialista             | 963   | 51,20 / 100,00  | 3,79  |
|                         | PSD-CDS-PPM                    | 640   | 34,02 / 100,00  | 1,04  |
|                         | Coligação Democrática Unitária | 161   | 8,56 / 100,00   | 1,93  |
|                         | Bloco de Esquerda              | 55    | 2,92 / 100,00   | 0,75  |
|                         | Partido da Terra               | 14    | 0,74 / 100,00   | -     |
| Votos Inválidos         | Votos Inválidos                | 48    | 2,55 / 100,00   | 1,67  |
| Total                   | Total                          | 1 881 | 100,00 / 100,00 |       |
| Eleitorado/Participação | Eleitorado/Participação        | 2 878 | 65,36 / 100,00  | 11,48 |

#### Crespos
| Partido                 | Partido                        | Votos | %               | +/-   |
| ----------------------- | ------------------------------ | ----- | --------------- | ----- |
|                         | PSD-CDS-PPM                    | 342   | 48,37 / 100,00  | 22,03 |
|                         | Partido Socialista             | 324   | 45,83 / 100,00  | 19,61 |
|                         | Bloco de Esquerda              | 15    | 2,12 / 100,00   | 0,61  |
|                         | Coligação Democrática Unitária | 9     | 1,27 / 100,00   | 0,58  |
|                         | Partido da Terra               | 4     | 0,57 / 100,00   | -     |
| Votos Inválidos         | Votos Inválidos                | 13    | 1,83 / 100,00   | 1,70  |
| Total                   | Total                          | 707   | 100,00 / 100,00 |       |
| Eleitorado/Participação | Eleitorado/Participação        | 948   | 74,58 / 100,00  | 4,05  |

#### Cunha
| Partido                 | Partido                        | Votos | %               | +/-   |
| ----------------------- | ------------------------------ | ----- | --------------- | ----- |
|                         | Partido Socialista             | 253   | 57,37 / 100,00  | 16,36 |
|                         | PSD-CDS-PPM                    | 171   | 38,78 / 100,00  | 20,35 |
|                         | Bloco de Esquerda              | 7     | 1,59 / 100,00   | 1,10  |
|                         | Coligação Democrática Unitária | 2     | 0,45 / 100,00   | 1,52  |
|                         | Partido da Terra               | 1     | 0,23 / 100,00   | -     |
| Votos Inválidos         | Votos Inválidos                | 7     | 1,59 / 100,00   | 4,31  |
| Total                   | Total                          | 441   | 100,00 / 100,00 |       |
| Eleitorado/Participação | Eleitorado/Participação        | 561   | 78,61 / 100,00  | 3,52  |

#### Dume
| Partido                 | Partido                        | Votos | %               | +/-  |
| ----------------------- | ------------------------------ | ----- | --------------- | ---- |
|                         | Partido Socialista             | 1 052 | 52,13 / 100,00  | 5,69 |
|                         | PSD-CDS-PPM                    | 731   | 36,22 / 100,00  | 1,81 |
|                         | Coligação Democrática Unitária | 108   | 5,35 / 100,00   | 2,86 |
|                         | Bloco de Esquerda              | 54    | 2,68 / 100,00   | 0,41 |
|                         | Partido da Terra               | 12    | 0,59 / 100,00   | -    |
| Votos Inválidos         | Votos Inválidos                | 61    | 3,02 / 100,00   | 0,58 |
| Total                   | Total                          | 2 018 | 100,00 / 100,00 |      |
| Eleitorado/Participação | Eleitorado/Participação        | 3 108 | 64,93 / 100,00  | 3,13 |

#### Escudeiros
| Partido                 | Partido                        | Votos | %               | +/-  |
| ----------------------- | ------------------------------ | ----- | --------------- | ---- |
|                         | Partido Socialista             | 361   | 50,85 / 100,00  | 4,16 |
|                         | PSD-CDS-PPM                    | 311   | 43,80 / 100,00  | 7,55 |
|                         | Coligação Democrática Unitária | 16    | 2,25 / 100,00   | 0,18 |
|                         | Bloco de Esquerda              | 8     | 1,13 / 100,00   | 0,14 |
|                         | Partido da Terra               | 2     | 0,28 / 100,00   | -    |
| Votos Inválidos         | Votos Inválidos                | 12    | 1,70 / 100,00   | 1,80 |
| Total                   | Total                          | 710   | 100,00 / 100,00 |      |
| Eleitorado/Participação | Eleitorado/Participação        | 962   | 73,80 / 100,00  | 1,44 |

#### Espinho
| Partido                 | Partido                        | Votos | %               | +/-  |
| ----------------------- | ------------------------------ | ----- | --------------- | ---- |
|                         | Partido Socialista             | 438   | 55,03 / 100,00  | 4,09 |
|                         | PSD-CDS-PPM                    | 288   | 36,18 / 100,00  | 0,71 |
|                         | Coligação Democrática Unitária | 51    | 6,41 / 100,00   | 0,01 |
|                         | Bloco de Esquerda              | 5     | 0,63 / 100,00   | 0,88 |
|                         | Partido da Terra               | 2     | 0,25 / 100,00   | -    |
| Votos Inválidos         | Votos Inválidos                | 12    | 1,51 / 100,00   | 0,62 |
| Total                   | Total                          | 796   | 100,00 / 100,00 |      |
| Eleitorado/Participação | Eleitorado/Participação        | 1 145 | 69,52 / 100,00  | 6,17 |

#### Esporões
| Partido                 | Partido                        | Votos | %               | +/-  |
| ----------------------- | ------------------------------ | ----- | --------------- | ---- |
|                         | Partido Socialista             | 647   | 54,14 / 100,00  | 0,29 |
|                         | PSD-CDS-PPM                    | 461   | 38,58 / 100,00  | 0,14 |
|                         | Bloco de Esquerda              | 30    | 2,51 / 100,00   | 0,06 |
|                         | Coligação Democrática Unitária | 20    | 1,67 / 100,00   | 0,21 |
|                         | Partido da Terra               | 11    | 0,92 / 100,00   | -    |
| Votos Inválidos         | Votos Inválidos                | 26    | 2,18 / 100,00   | 0,30 |
| Total                   | Total                          | 1 195 | 100,00 / 100,00 |      |
| Eleitorado/Participação | Eleitorado/Participação        | 1 588 | 75,25 / 100,00  | 1,90 |

#### Este São Mamede
| Partido                 | Partido                        | Votos | %               | +/-  |
| ----------------------- | ------------------------------ | ----- | --------------- | ---- |
|                         | Partido Socialista             | 652   | 58,48 / 100,00  | 4,73 |
|                         | PSD-CDS-PPM                    | 325   | 29,15 / 100,00  | 3,06 |
|                         | Coligação Democrática Unitária | 43    | 3,86 / 100,00   | 0,38 |
|                         | Bloco de Esquerda              | 40    | 3,59 / 100,00   | 0,95 |
|                         | Partido da Terra               | 12    | 1,08 / 100,00   | -    |
| Votos Inválidos         | Votos Inválidos                | 43    | 3,86 / 100,00   | 1,52 |
| Total                   | Total                          | 1 115 | 100,00 / 100,00 |      |
| Eleitorado/Participação | Eleitorado/Participação        | 1 632 | 68,32 / 100,00  | 2,74 |

#### Este São Pedro
| Partido                 | Partido                        | Votos | %               | +/-  |
| ----------------------- | ------------------------------ | ----- | --------------- | ---- |
|                         | Partido Socialista             | 645   | 48,57 / 100,00  | 7,71 |
|                         | PSD-CDS-PPM                    | 559   | 42,09 / 100,00  | 6,67 |
|                         | Coligação Democrática Unitária | 52    | 3,92 / 100,00   | 0,84 |
|                         | Bloco de Esquerda              | 34    | 2,56 / 100,00   | 0,90 |
|                         | Partido da Terra               | 1     | 0,08 / 100,00   | -    |
| Votos Inválidos         | Votos Inválidos                | 37    | 2,79 / 100,00   | 0,18 |
| Total                   | Total                          | 1 328 | 100,00 / 100,00 |      |
| Eleitorado/Participação | Eleitorado/Participação        | 1 740 | 76,32 / 100,00  | 4,30 |

#### Ferreiros
| Partido                 | Partido                        | Votos | %               | +/-  |
| ----------------------- | ------------------------------ | ----- | --------------- | ---- |
|                         | Partido Socialista             | 2 094 | 52,72 / 100,00  | 2,48 |
|                         | PSD-CDS-PPM                    | 1 411 | 35,52 / 100,00  | 0,20 |
|                         | Coligação Democrática Unitária | 222   | 5,59 / 100,00   | 0,04 |
|                         | Bloco de Esquerda              | 149   | 3,75 / 100,00   | 0,39 |
|                         | Partido da Terra               | 23    | 0,58 / 100,00   | -    |
| Votos Inválidos         | Votos Inválidos                | 73    | 1,83 / 100,00   | 1,86 |
| Total                   | Total                          | 3 972 | 100,00 / 100,00 |      |
| Eleitorado/Participação | Eleitorado/Participação        | 6 155 | 64,53 / 100,00  | 2,89 |

#### Figueiredo
| Partido                 | Partido                        | Votos | %               | +/-  |
| ----------------------- | ------------------------------ | ----- | --------------- | ---- |
|                         | Partido Socialista             | 481   | 57,60 / 100,00  | 1,76 |
|                         | PSD-CDS-PPM                    | 304   | 36,41 / 100,00  | 0,66 |
|                         | Coligação Democrática Unitária | 20    | 2,40 / 100,00   | 0,51 |
|                         | Bloco de Esquerda              | 9     | 1,08 / 100,00   | 0,45 |
|                         | Partido da Terra               | 7     | 0,84 / 100,00   | -    |
| Votos Inválidos         | Votos Inválidos                | 14    | 1,68 / 100,00   | 0,32 |
| Total                   | Total                          | 835   | 100,00 / 100,00 |      |
| Eleitorado/Participação | Eleitorado/Participação        | 1 102 | 75,77 / 100,00  | 5,13 |

#### Fradelos
| Partido                 | Partido                        | Votos | %               | +/-  |
| ----------------------- | ------------------------------ | ----- | --------------- | ---- |
|                         | PSD-CDS-PPM                    | 341   | 60,78 / 100,00  | 0,58 |
|                         | Partido Socialista             | 198   | 35,29 / 100,00  | 1,89 |
|                         | Coligação Democrática Unitária | 6     | 1,07 / 100,00   | 0,68 |
|                         | Bloco de Esquerda              | 5     | 0,89 / 100,00   | 0,28 |
|                         | Partido da Terra               | 3     | 0,53 / 100,00   | -    |
| Votos Inválidos         | Votos Inválidos                | 8     | 1,42 / 100,00   | 1,49 |
| Total                   | Total                          | 561   | 100,00 / 100,00 |      |
| Eleitorado/Participação | Eleitorado/Participação        | 672   | 83,48 / 100,00  | 1,64 |

#### Fraião
| Partido                 | Partido                        | Votos | %               | +/-  |
| ----------------------- | ------------------------------ | ----- | --------------- | ---- |
|                         | PSD-CDS-PPM                    | 818   | 53,67 / 100,00  | 3,91 |
|                         | Partido Socialista             | 564   | 37,01 / 100,00  | 0,72 |
|                         | Coligação Democrática Unitária | 53    | 3,48 / 100,00   | 0,27 |
|                         | Bloco de Esquerda              | 45    | 2,95 / 100,00   | 2,34 |
|                         | Partido da Terra               | 10    | 0,66 / 100,00   | -    |
| Votos Inválidos         | Votos Inválidos                | 34    | 2,23 / 100,00   | 0,56 |
| Total                   | Total                          | 1 524 | 100,00 / 100,00 |      |
| Eleitorado/Participação | Eleitorado/Participação        | 2 152 | 70,82 / 100,00  | 4,63 |

#### Frossos
| Partido                 | Partido                        | Votos | %               | +/-  |
| ----------------------- | ------------------------------ | ----- | --------------- | ---- |
|                         | Partido Socialista             | 552   | 48,63 / 100,00  | 3,39 |
|                         | PSD-CDS-PPM                    | 453   | 39,91 / 100,00  | 8,11 |
|                         | Coligação Democrática Unitária | 57    | 5,02 / 100,00   | 0,60 |
|                         | Bloco de Esquerda              | 47    | 4,14 / 100,00   | 1,14 |
|                         | Partido da Terra               | 6     | 0,53 / 100,00   | -    |
| Votos Inválidos         | Votos Inválidos                | 20    | 1,76 / 100,00   | 2,06 |
| Total                   | Total                          | 1 135 | 100,00 / 100,00 |      |
| Eleitorado/Participação | Eleitorado/Participação        | 1 535 | 73,94 / 100,00  | 1,82 |

#### Gondizalves
| Partido                 | Partido                        | Votos | %               | +/-  |
| ----------------------- | ------------------------------ | ----- | --------------- | ---- |
|                         | Partido Socialista             | 408   | 48,57 / 100,00  | 2,48 |
|                         | PSD-CDS-PPM                    | 339   | 40,36 / 100,00  | 0,54 |
|                         | Coligação Democrática Unitária | 40    | 4,76 / 100,00   | 0,28 |
|                         | Bloco de Esquerda              | 25    | 2,98 / 100,00   | 0,61 |
|                         | Partido da Terra               | 6     | 0,71 / 100,00   | -    |
| Votos Inválidos         | Votos Inválidos                | 21    | 2,62 / 100,00   | 1,22 |
| Total                   | Total                          | 840   | 100,00 / 100,00 |      |
| Eleitorado/Participação | Eleitorado/Participação        | 1 173 | 71,61 / 100,00  | 2,70 |

#### Gualtar
| Partido                 | Partido                        | Votos | %               | +/-  |
| ----------------------- | ------------------------------ | ----- | --------------- | ---- |
|                         | Partido Socialista             | 1 261 | 46,83 / 100,00  | 3,03 |
|                         | PSD-CDS-PPM                    | 1 093 | 40,59 / 100,00  | 2,50 |
|                         | Coligação Democrática Unitária | 161   | 5,98 / 100,00   | 1,24 |
|                         | Bloco de Esquerda              | 106   | 3,94 / 100,00   | 0,58 |
|                         | Partido da Terra               | 14    | 0,52 / 100,00   | -    |
| Votos Inválidos         | Votos Inválidos                | 58    | 2,15 / 100,00   | 2,55 |
| Total                   | Total                          | 2 693 | 100,00 / 100,00 |      |
| Eleitorado/Participação | Eleitorado/Participação        | 3 762 | 71,58 / 100,00  | 3,29 |

#### Guisande
| Partido                 | Partido                        | Votos | %               | +/-  |
| ----------------------- | ------------------------------ | ----- | --------------- | ---- |
|                         | Partido Socialista             | 174   | 53,05 / 100,00  | 2,47 |
|                         | PSD-CDS-PPM                    | 141   | 42,99 / 100,00  | 1,35 |
|                         | Coligação Democrática Unitária | 5     | 1,52 / 100,00   | 0,06 |
|                         | Bloco de Esquerda              | 3     | 0,91 / 100,00   | 0,04 |
|                         | Partido da Terra               | 0     | 0,00 / 100,00   | -    |
| Votos Inválidos         | Votos Inválidos                | 5     | 1,52 / 100,00   | 1,52 |
| Total                   | Total                          | 328   | 100,00 / 100,00 |      |
| Eleitorado/Participação | Eleitorado/Participação        | 407   | 80,59 / 100,00  | 0,94 |

#### Lamaçães
| Partido                 | Partido                        | Votos | %               | +/-  |
| ----------------------- | ------------------------------ | ----- | --------------- | ---- |
|                         | PSD-CDS-PPM                    | 764   | 47,16 / 100,00  | 3,63 |
|                         | Partido Socialista             | 648   | 40,00 / 100,00  | 3,02 |
|                         | Bloco de Esquerda              | 89    | 5,49 / 100,00   | 1,85 |
|                         | Coligação Democrática Unitária | 75    | 4,63 / 100,00   | 0,88 |
|                         | Partido da Terra               | 10    | 0,62 / 100,00   | -    |
| Votos Inválidos         | Votos Inválidos                | 34    | 2,10 / 100,00   | 3,58 |
| Total                   | Total                          | 1 620 | 100,00 / 100,00 |      |
| Eleitorado/Participação | Eleitorado/Participação        | 2 469 | 65,61 / 100,00  | 6,16 |

#### Lamas
| Partido                 | Partido                        | Votos | %               | +/-  |
| ----------------------- | ------------------------------ | ----- | --------------- | ---- |
|                         | Partido Socialista             | 288   | 60,38 / 100,00  | 1,11 |
|                         | PSD-CDS-PPM                    | 175   | 36,69 / 100,00  | 3,21 |
|                         | Bloco de Esquerda              | 4     | 0,84 / 100,00   | 0,04 |
|                         | Coligação Democrática Unitária | 3     | 0,63 / 100,00   | 1,12 |
|                         | Partido da Terra               | 1     | 0,21 / 100,00   | -    |
| Votos Inválidos         | Votos Inválidos                | 6     | 1,26 / 100,00   | 0,93 |
| Total                   | Total                          | 477   | 100,00 / 100,00 |      |
| Eleitorado/Participação | Eleitorado/Participação        | 594   | 80,30 / 100,00  | 6,25 |

#### Lomar
| Partido                 | Partido                        | Votos | %               | +/-  |
| ----------------------- | ------------------------------ | ----- | --------------- | ---- |
|                         | Partido Socialista             | 1 277 | 44,31 / 100,00  | 1,08 |
|                         | PSD-CDS-PPM                    | 1 264 | 43,86 / 100,00  | 3,43 |
|                         | Coligação Democrática Unitária | 193   | 6,70 / 100,00   | 0,13 |
|                         | Bloco de Esquerda              | 79    | 2,74 / 100,00   | 1,16 |
|                         | Partido da Terra               | 19    | 0,66 / 100,00   | -    |
| Votos Inválidos         | Votos Inválidos                | 50    | 1,73 / 100,00   | 1,99 |
| Total                   | Total                          | 2 882 | 100,00 / 100,00 |      |
| Eleitorado/Participação | Eleitorado/Participação        | 4 453 | 64,72 / 100,00  | 4,07 |

#### Merelim São Paio
| Partido                 | Partido                        | Votos | %               | +/-  |
| ----------------------- | ------------------------------ | ----- | --------------- | ---- |
|                         | Partido Socialista             | 715   | 48,05 / 100,00  | 1,52 |
|                         | PSD-CDS-PPM                    | 442   | 29,70 / 100,00  | 4,34 |
|                         | Coligação Democrática Unitária | 254   | 17,07 / 100,00  | 0,49 |
|                         | Bloco de Esquerda              | 43    | 2,89 / 100,00   | 1,16 |
|                         | Partido da Terra               | 4     | 0,27 / 100,00   | -    |
| Votos Inválidos         | Votos Inválidos                | 30    | 2,02 / 100,00   | 1,66 |
| Total                   | Total                          | 1 488 | 100,00 / 100,00 |      |
| Eleitorado/Participação | Eleitorado/Participação        | 2 220 | 67,03 / 100,00  | 2,03 |

#### Merelim São Pedro
| Partido                 | Partido                        | Votos | %               | +/-  |
| ----------------------- | ------------------------------ | ----- | --------------- | ---- |
|                         | Partido Socialista             | 581   | 46,00 / 100,00  | 3,70 |
|                         | PSD-CDS-PPM                    | 556   | 44,02 / 100,00  | 8,54 |
|                         | Coligação Democrática Unitária | 63    | 4,99 / 100,00   | 1,87 |
|                         | Bloco de Esquerda              | 27    | 2,14 / 100,00   | 0,60 |
|                         | Partido da Terra               | 6     | 0,48 / 100,00   | -    |
| Votos Inválidos         | Votos Inválidos                | 30    | 2,37 / 100,00   | 1,15 |
| Total                   | Total                          | 1 263 | 100,00 / 100,00 |      |
| Eleitorado/Participação | Eleitorado/Participação        | 1 701 | 74,25 / 100,00  | 1,33 |

#### Mire de Tibães
| Partido                 | Partido                        | Votos | %               | +/-  |
| ----------------------- | ------------------------------ | ----- | --------------- | ---- |
|                         | Partido Socialista             | 788   | 50,58 / 100,00  | 1,13 |
|                         | PSD-CDS-PPM                    | 601   | 38,58 / 100,00  | 5,39 |
|                         | Coligação Democrática Unitária | 89    | 5,71 / 100,00   | 1,91 |
|                         | Bloco de Esquerda              | 45    | 2,89 / 100,00   | 1,17 |
|                         | Partido da Terra               | 5     | 0,32 / 100,00   | -    |
| Votos Inválidos         | Votos Inválidos                | 30    | 1,93 / 100,00   | 0,34 |
| Total                   | Total                          | 1 558 | 100,00 / 100,00 |      |
| Eleitorado/Participação | Eleitorado/Participação        | 2 164 | 72,00 / 100,00  | 1,87 |

#### Morreira
| Partido                 | Partido                        | Votos | %               | +/-  |
| ----------------------- | ------------------------------ | ----- | --------------- | ---- |
|                         | Partido Socialista             | 320   | 58,93 / 100,00  | 9,35 |
|                         | PSD-CDS-PPM                    | 193   | 35,54 / 100,00  | 6,34 |
|                         | Coligação Democrática Unitária | 13    | 2,39 / 100,00   | 0,46 |
|                         | Bloco de Esquerda              | 5     | 0,92 / 100,00   | 0,25 |
|                         | Partido da Terra               | 3     | 0,55 / 100,00   | -    |
| Votos Inválidos         | Votos Inválidos                | 9     | 1,65 / 100,00   | 1,70 |
| Total                   | Total                          | 543   | 100,00 / 100,00 |      |
| Eleitorado/Participação | Eleitorado/Participação        | 776   | 69,97 / 100,00  | 9,10 |

#### Navarra
| Partido                 | Partido                        | Votos | %               | +/-  |
| ----------------------- | ------------------------------ | ----- | --------------- | ---- |
|                         | PSD-CDS-PPM                    | 172   | 55,66 / 100,00  | 5,13 |
|                         | Partido Socialista             | 114   | 36,89 / 100,00  | 1,90 |
|                         | Bloco de Esquerda              | 8     | 2,59 / 100,00   | 1,17 |
|                         | Coligação Democrática Unitária | 6     | 1,94 / 100,00   | 1,97 |
|                         | Partido da Terra               | 0     | 0,00 / 100,00   | -    |
| Votos Inválidos         | Votos Inválidos                | 9     | 2,91 / 100,00   | 0,29 |
| Total                   | Total                          | 309   | 100,00 / 100,00 |      |
| Eleitorado/Participação | Eleitorado/Participação        | 438   | 70,55 / 100,00  | 0,41 |

#### Nogueira
| Partido                 | Partido                        | Votos | %               | +/-  |
| ----------------------- | ------------------------------ | ----- | --------------- | ---- |
|                         | Partido Socialista             | 1 649 | 46,87 / 100,00  | 2,53 |
|                         | PSD-CDS-PPM                    | 1 453 | 41,30 / 100,00  | 3,46 |
|                         | Coligação Democrática Unitária | 181   | 5,14 / 100,00   | 2,67 |
|                         | Bloco de Esquerda              | 140   | 3,98 / 100,00   | 1,21 |
|                         | Partido da Terra               | 23    | 0,65 / 100,00   | -    |
| Votos Inválidos         | Votos Inválidos                | 72    | 2,05 / 100,00   | 1,60 |
| Total                   | Total                          | 3 518 | 100,00 / 100,00 |      |
| Eleitorado/Participação | Eleitorado/Participação        | 5 105 | 68,91 / 100,00  | 0,13 |

#### Nogueiró
| Partido                 | Partido                        | Votos | %               | +/-  |
| ----------------------- | ------------------------------ | ----- | --------------- | ---- |
|                         | PSD-CDS-PPM                    | 655   | 50,70 / 100,00  | 5,01 |
|                         | Partido Socialista             | 427   | 33,05 / 100,00  | 0,39 |
|                         | Coligação Democrática Unitária | 98    | 7,59 / 100,00   | 1,78 |
|                         | Bloco de Esquerda              | 66    | 5,11 / 100,00   | 1,49 |
|                         | Partido da Terra               | 14    | 1,08 / 100,00   | -    |
| Votos Inválidos         | Votos Inválidos                | 32    | 2,48 / 100,00   | 1,03 |
| Total                   | Total                          | 1 292 | 100,00 / 100,00 |      |
| Eleitorado/Participação | Eleitorado/Participação        | 1 994 | 64,79 / 100,00  | 4,15 |

#### Oliveira São Pedro
| Partido                 | Partido                        | Votos | %               | +/-  |
| ----------------------- | ------------------------------ | ----- | --------------- | ---- |
|                         | Partido Socialista             | 196   | 44,95 / 100,00  | 3,70 |
|                         | PSD-CDS-PPM                    | 194   | 44,50 / 100,00  | 6,66 |
|                         | Coligação Democrática Unitária | 16    | 3,67 / 100,00   | 0,52 |
|                         | Bloco de Esquerda              | 10    | 2,29 / 100,00   | 0,41 |
|                         | Partido da Terra               | 5     | 1,15 / 100,00   | -    |
| Votos Inválidos         | Votos Inválidos                | 15    | 3,44 / 100,00   | 0,62 |
| Total                   | Total                          | 436   | 100,00 / 100,00 |      |
| Eleitorado/Participação | Eleitorado/Participação        | 511   | 85,32 / 100,00  | 2,25 |

#### Padim de Graça
| Partido                 | Partido                        | Votos | %               | +/-  |
| ----------------------- | ------------------------------ | ----- | --------------- | ---- |
|                         | Partido Socialista             | 593   | 51,39 / 100,00  | 6,95 |
|                         | PSD-CDS-PPM                    | 459   | 39,77 / 100,00  | 8,19 |
|                         | Coligação Democrática Unitária | 56    | 4,85 / 100,00   | 0,68 |
|                         | Bloco de Esquerda              | 18    | 1,56 / 100,00   | 0,04 |
|                         | Partido da Terra               | 11    | 0,95 / 100,00   | -    |
| Votos Inválidos         | Votos Inválidos                | 17    | 1,48 / 100,00   | 0,04 |
| Total                   | Total                          | 1 154 | 100,00 / 100,00 |      |
| Eleitorado/Participação | Eleitorado/Participação        | 1 494 | 77,24 / 100,00  | 4,70 |

#### Palmeira
| Partido                 | Partido                        | Votos | %               | +/-  |
| ----------------------- | ------------------------------ | ----- | --------------- | ---- |
|                         | Partido Socialista             | 1 337 | 44,37 / 100,00  | 2,86 |
|                         | PSD-CDS-PPM                    | 1 336 | 44,34 / 100,00  | 9,54 |
|                         | Coligação Democrática Unitária | 134   | 4,45 / 100,00   | 1,46 |
|                         | Bloco de Esquerda              | 107   | 3,55 / 100,00   | 1,39 |
|                         | Partido da Terra               | 25    | 0,83 / 100,00   | -    |
| Votos Inválidos         | Votos Inválidos                | 74    | 2,45 / 100,00   | 2,31 |
| Total                   | Total                          | 3 013 | 100,00 / 100,00 |      |
| Eleitorado/Participação | Eleitorado/Participação        | 4 798 | 62,80 / 100,00  | 2,07 |

#### Panóias
| Partido                 | Partido                        | Votos | %               | +/-  |
| ----------------------- | ------------------------------ | ----- | --------------- | ---- |
|                         | Partido Socialista             | 423   | 52,09 / 100,00  | 3,71 |
|                         | PSD-CDS-PPM                    | 294   | 36,21 / 100,00  | 6,78 |
|                         | Coligação Democrática Unitária | 62    | 7,64 / 100,00   | 0,64 |
|                         | Bloco de Esquerda              | 25    | 3,08 / 100,00   | 1,04 |
|                         | Partido da Terra               | 0     | 0,00 / 100,00   | -    |
| Votos Inválidos         | Votos Inválidos                | 8     | 0,99 / 100,00   | 1,30 |
| Total                   | Total                          | 812   | 100,00 / 100,00 |      |
| Eleitorado/Participação | Eleitorado/Participação        | 1 184 | 68,58 / 100,00  | 3,44 |

#### Parada de Tibães
| Partido                 | Partido                        | Votos | %               | +/-  |
| ----------------------- | ------------------------------ | ----- | --------------- | ---- |
|                         | Partido Socialista             | 315   | 52,94 / 100,00  | 4,22 |
|                         | PSD-CDS-PPM                    | 222   | 37,31 / 100,00  | 3,98 |
|                         | Coligação Democrática Unitária | 31    | 5,21 / 100,00   | 5,64 |
|                         | Bloco de Esquerda              | 14    | 2,35 / 100,00   | 1,36 |
|                         | Partido da Terra               | 2     | 0,34 / 100,00   | -    |
| Votos Inválidos         | Votos Inválidos                | 11    | 1,85 / 100,00   | 1,90 |
| Total                   | Total                          | 595   | 100,00 / 100,00 |      |
| Eleitorado/Participação | Eleitorado/Participação        | 769   | 77,37 / 100,00  | 1,01 |

#### Passos São Julião
| Partido                 | Partido                        | Votos | %               | +/-   |
| ----------------------- | ------------------------------ | ----- | --------------- | ----- |
|                         | Partido Socialista             | 264   | 55,70 / 100,00  | 12,99 |
|                         | PSD-CDS-PPM                    | 183   | 38,61 / 100,00  | 6,18  |
|                         | Coligação Democrática Unitária | 14    | 2,95 / 100,00   | 1,22  |
|                         | Bloco de Esquerda              | 5     | 1,05 / 100,00   | 1,03  |
|                         | Partido da Terra               | 1     | 0,21 / 100,00   | -     |
| Votos Inválidos         | Votos Inválidos                | 7     | 1,47 / 100,00   | 2,70  |
| Total                   | Total                          | 474   | 100,00 / 100,00 |       |
| Eleitorado/Participação | Eleitorado/Participação        | 659   | 71,93 / 100,00  | 5,12  |

#### Pedralva
| Partido                 | Partido                        | Votos | %               | +/-   |
| ----------------------- | ------------------------------ | ----- | --------------- | ----- |
|                         | Partido Socialista             | 400   | 55,33 / 100,00  | 4,18  |
|                         | PSD-CDS-PPM                    | 279   | 38,59 / 100,00  | 7,53  |
|                         | Coligação Democrática Unitária | 24    | 3,32 / 100,00   | 1,47  |
|                         | Bloco de Esquerda              | 5     | 0,69 / 100,00   | 0,18  |
|                         | Partido da Terra               | 2     | 0,28 / 100,00   | -     |
| Votos Inválidos         | Votos Inválidos                | 13    | 1,80 / 100,00   | 0,38  |
| Total                   | Total                          | 723   | 100,00 / 100,00 |       |
| Eleitorado/Participação | Eleitorado/Participação        | 1 143 | 63,25 / 100,00  | 17,24 |

#### Penso Santo Estêvão
| Partido                 | Partido                        | Votos | %               | +/-  |
| ----------------------- | ------------------------------ | ----- | --------------- | ---- |
|                         | Partido Socialista             | 154   | 50,00 / 100,00  | 4,00 |
|                         | PSD-CDS-PPM                    | 133   | 43,18 / 100,00  | 2,18 |
|                         | Bloco de Esquerda              | 7     | 2,27 / 100,00   | 0,60 |
|                         | Coligação Democrática Unitária | 6     | 1,95 / 100,00   | 0,62 |
|                         | Partido da Terra               | 5     | 1,62 / 100,00   | -    |
| Votos Inválidos         | Votos Inválidos                | 3     | 0,97 / 100,00   | 0,37 |
| Total                   | Total                          | 308   | 100,00 / 100,00 |      |
| Eleitorado/Participação | Eleitorado/Participação        | 403   | 76,43 / 100,00  | 4,22 |

#### Penso São Vicente
| Partido                 | Partido                        | Votos | %               | +/-  |
| ----------------------- | ------------------------------ | ----- | --------------- | ---- |
|                         | Partido Socialista             | 173   | 59,04 / 100,00  | 9,59 |
|                         | PSD-CDS-PPM                    | 103   | 35,15 / 100,00  | 4,04 |
|                         | Coligação Democrática Unitária | 9     | 3,07 / 100,00   | 4,26 |
|                         | Partido da Terra               | 2     | 0,68 / 100,00   | -    |
|                         | Bloco de Esquerda              | 1     | 0,34 / 100,00   | 0,76 |
| Votos Inválidos         | Votos Inválidos                | 5     | 1,70 / 100,00   | 0,96 |
| Total                   | Total                          | 293   | 100,00 / 100,00 |      |
| Eleitorado/Participação | Eleitorado/Participação        | 338   | 86,69 / 100,00  | 2,43 |

#### Pousada
| Partido                 | Partido                        | Votos | %               | +/-  |
| ----------------------- | ------------------------------ | ----- | --------------- | ---- |
|                         | Partido Socialista             | 171   | 51,66 / 100,00  | 0,70 |
|                         | PSD-CDS-PPM                    | 134   | 40,48 / 100,00  | 0,40 |
|                         | Bloco de Esquerda              | 15    | 4,53 / 100,00   | 2,84 |
|                         | Partido da Terra               | 4     | 1,21 / 100,00   | -    |
|                         | Coligação Democrática Unitária | 1     | 0,30 / 100,00   | 1,05 |
| Votos Inválidos         | Votos Inválidos                | 6     | 1,81 / 100,00   | 0,22 |
| Total                   | Total                          | 331   | 100,00 / 100,00 |      |
| Eleitorado/Participação | Eleitorado/Participação        | 435   | 76,09 / 100,00  | 0,59 |

#### Priscos
| Partido                 | Partido                        | Votos | %               | +/-  |
| ----------------------- | ------------------------------ | ----- | --------------- | ---- |
|                         | PSD-CDS-PPM                    | 535   | 59,51 / 100,00  | 9,88 |
|                         | Partido Socialista             | 319   | 35,48 / 100,00  | 6,84 |
|                         | Coligação Democrática Unitária | 21    | 2,34 / 100,00   | 0,10 |
|                         | Bloco de Esquerda              | 6     | 0,67 / 100,00   | 0,79 |
|                         | Partido da Terra               | 5     | 0,56 / 100,00   | -    |
| Votos Inválidos         | Votos Inválidos                | 13    | 1,45 / 100,00   | 1,48 |
| Total                   | Total                          | 899   | 100,00 / 100,00 |      |
| Eleitorado/Participação | Eleitorado/Participação        | 1 226 | 73,33 / 100,00  | 3,74 |

#### Real
| Partido                 | Partido                        | Votos | %               | +/-  |
| ----------------------- | ------------------------------ | ----- | --------------- | ---- |
|                         | Partido Socialista             | 1 450 | 45,14 / 100,00  | 0,12 |
|                         | PSD-CDS-PPM                    | 1 198 | 37,30 / 100,00  | 3,80 |
|                         | Coligação Democrática Unitária | 294   | 9,15 / 100,00   | 2,72 |
|                         | Bloco de Esquerda              | 162   | 5,04 / 100,00   | 0,43 |
|                         | Partido da Terra               | 34    | 1,06 / 100,00   | -    |
| Votos Inválidos         | Votos Inválidos                | 74    | 2,30 / 100,00   | 1,39 |
| Total                   | Total                          | 3 212 | 100,00 / 100,00 |      |
| Eleitorado/Participação | Eleitorado/Participação        | 4 964 | 64,71 / 100,00  | 2,46 |

#### Ruilhe
| Partido                 | Partido                        | Votos | %               | +/-  |
| ----------------------- | ------------------------------ | ----- | --------------- | ---- |
|                         | Partido Socialista             | 397   | 47,83 / 100,00  | 2,70 |
|                         | PSD-CDS-PPM                    | 323   | 38,92 / 100,00  | 1,68 |
|                         | Coligação Democrática Unitária | 58    | 6,99 / 100,00   | 3,00 |
|                         | Bloco de Esquerda              | 27    | 3,25 / 100,00   | 0,66 |
|                         | Partido da Terra               | 5     | 0,60 / 100,00   | -    |
| Votos Inválidos         | Votos Inválidos                | 20    | 2,40 / 100,00   | 1,30 |
| Total                   | Total                          | 830   | 100,00 / 100,00 |      |
| Eleitorado/Participação | Eleitorado/Participação        | 1 105 | 75,11 / 100,00  | 3,86 |

#### Santa Lucrécia de Algeriz
| Partido                 | Partido                        | Votos | %               | +/-   |
| ----------------------- | ------------------------------ | ----- | --------------- | ----- |
|                         | Partido Socialista             | 239   | 59,45 / 100,00  | 1,57  |
|                         | PSD-CDS-PPM                    | 102   | 25,37 / 100,00  | 6,35  |
|                         | Bloco de Esquerda              | 45    | 11,19 / 100,00  | 10,65 |
|                         | Coligação Democrática Unitária | 6     | 1,49 / 100,00   | 0,66  |
|                         | Partido da Terra               | 2     | 0,50 / 100,00   | -     |
| Votos Inválidos         | Votos Inválidos                | 8     | 2,00 / 100,00   | 1,23  |
| Total                   | Total                          | 402   | 100,00 / 100,00 |       |
| Eleitorado/Participação | Eleitorado/Participação        | 491   | 81,87 / 100,00  | 0,80  |

#### Semelhe
| Partido                 | Partido                        | Votos | %               | +/-  |
| ----------------------- | ------------------------------ | ----- | --------------- | ---- |
|                         | PSD-CDS-PPM                    | 251   | 45,55 / 100,00  | 7,04 |
|                         | Partido Socialista             | 250   | 45,37 / 100,00  | 3,35 |
|                         | Coligação Democrática Unitária | 23    | 4,17 / 100,00   | 1,13 |
|                         | Bloco de Esquerda              | 13    | 2,36 / 100,00   | 0,98 |
|                         | Partido da Terra               | 7     | 1,27 / 100,00   | -    |
| Votos Inválidos         | Votos Inválidos                | 7     | 1,27 / 100,00   | 2,26 |
| Total                   | Total                          | 551   | 100,00 / 100,00 |      |
| Eleitorado/Participação | Eleitorado/Participação        | 748   | 73,66 / 100,00  | 4,17 |

#### Sequeira
| Partido                 | Partido                        | Votos | %               | +/-  |
| ----------------------- | ------------------------------ | ----- | --------------- | ---- |
|                         | Partido Socialista             | 719   | 52,21 / 100,00  | 2,51 |
|                         | PSD-CDS-PPM                    | 520   | 37,76 / 100,00  | 0,30 |
|                         | Coligação Democrática Unitária | 49    | 3,56 / 100,00   | 0,47 |
|                         | Bloco de Esquerda              | 46    | 3,34 / 100,00   | 0,65 |
|                         | Partido da Terra               | 6     | 0,44 / 100,00   | -    |
| Votos Inválidos         | Votos Inválidos                | 37    | 2,69 / 100,00   | 1,57 |
| Total                   | Total                          | 1 377 | 100,00 / 100,00 |      |
| Eleitorado/Participação | Eleitorado/Participação        | 1 921 | 71,68 / 100,00  | 2,27 |

#### Sobreposta
| Partido                 | Partido                        | Votos | %               | +/-  |
| ----------------------- | ------------------------------ | ----- | --------------- | ---- |
|                         | PSD-CDS-PPM                    | 353   | 47,19 / 100,00  | 2,79 |
|                         | Partido Socialista             | 346   | 46,26 / 100,00  | 1,78 |
|                         | Coligação Democrática Unitária | 26    | 3,48 / 100,00   | 0,65 |
|                         | Bloco de Esquerda              | 10    | 1,34 / 100,00   | 0,26 |
|                         | Partido da Terra               | 5     | 0,67 / 100,00   | -    |
| Votos Inválidos         | Votos Inválidos                | 8     | 1,06 / 100,00   | 1,35 |
| Total                   | Total                          | 748   | 100,00 / 100,00 |      |
| Eleitorado/Participação | Eleitorado/Participação        | 1 124 | 66,55 / 100,00  | 9,29 |

#### Tadim
| Partido                 | Partido                        | Votos | %               | +/-  |
| ----------------------- | ------------------------------ | ----- | --------------- | ---- |
|                         | Partido Socialista             | 360   | 51,95 / 100,00  | 2,41 |
|                         | PSD-CDS-PPM                    | 253   | 36,51 / 100,00  | 1,77 |
|                         | Coligação Democrática Unitária | 53    | 7,65 / 100,00   | 3,91 |
|                         | Bloco de Esquerda              | 14    | 2,02 / 100,00   | 0,63 |
|                         | Partido da Terra               | 0     | 0,00 / 100,00   | -    |
| Votos Inválidos         | Votos Inválidos                | 13    | 1,88 / 100,00   | 1,70 |
| Total                   | Total                          | 693   | 100,00 / 100,00 |      |
| Eleitorado/Participação | Eleitorado/Participação        | 891   | 77,78 / 100,00  | 1,09 |

#### Tebosa
| Partido                 | Partido                        | Votos | %               | +/-  |
| ----------------------- | ------------------------------ | ----- | --------------- | ---- |
|                         | Partido Socialista             | 506   | 68,47 / 100,00  | 1,19 |
|                         | PSD-CDS-PPM                    | 191   | 25,85 / 100,00  | 0,41 |
|                         | Coligação Democrática Unitária | 27    | 3,65 / 100,00   | 0,42 |
|                         | Bloco de Esquerda              | 5     | 0,68 / 100,00   | 0,16 |
|                         | Partido da Terra               | 1     | 0,14 / 100,00   | -    |
| Votos Inválidos         | Votos Inválidos                | 9     | 1,22 / 100,00   | 0,32 |
| Total                   | Total                          | 739   | 100,00 / 100,00 |      |
| Eleitorado/Participação | Eleitorado/Participação        | 945   | 78,20 / 100,00  | 2,07 |

#### Tenões
| Partido                 | Partido                        | Votos | %               | +/-  |
| ----------------------- | ------------------------------ | ----- | --------------- | ---- |
|                         | PSD-CDS-PPM                    | 308   | 41,23 / 100,00  | 4,87 |
|                         | Partido Socialista             | 290   | 38,82 / 100,00  | 1,70 |
|                         | Coligação Democrática Unitária | 73    | 9,77 / 100,00   | 0,68 |
|                         | Bloco de Esquerda              | 46    | 6,16 / 100,00   | 1,42 |
|                         | Partido da Terra               | 10    | 1,34 / 100,00   | -    |
| Votos Inválidos         | Votos Inválidos                | 20    | 2,67 / 100,00   | 3,55 |
| Total                   | Total                          | 747   | 100,00 / 100,00 |      |
| Eleitorado/Participação | Eleitorado/Participação        | 1 089 | 68,60 / 100,00  | 5,47 |

#### Trandeiras
| Partido                 | Partido                        | Votos | %               | +/-  |
| ----------------------- | ------------------------------ | ----- | --------------- | ---- |
|                         | PSD-CDS-PPM                    | 268   | 48,91 / 100,00  | 2,83 |
|                         | Partido Socialista             | 257   | 46,90 / 100,00  | 1,61 |
|                         | Coligação Democrática Unitária | 10    | 1,82 / 100,00   | 1,51 |
|                         | Bloco de Esquerda              | 8     | 1,46 / 100,00   | 1,48 |
|                         | Partido da Terra               | 3     | 0,55 / 100,00   | -    |
| Votos Inválidos         | Votos Inválidos                | 2     | 0,36 / 100,00   | 0,62 |
| Total                   | Total                          | 548   | 100,00 / 100,00 |      |
| Eleitorado/Participação | Eleitorado/Participação        | 656   | 83,54 / 100,00  | 2,33 |

#### Vilaça
| Partido                 | Partido                        | Votos | %               | +/-  |
| ----------------------- | ------------------------------ | ----- | --------------- | ---- |
|                         | Partido Socialista             | 346   | 52,74 / 100,00  | 2,58 |
|                         | PSD-CDS-PPM                    | 256   | 39,02 / 100,00  | 0,58 |
|                         | Coligação Democrática Unitária | 31    | 4,73 / 100,00   | 1,14 |
|                         | Bloco de Esquerda              | 9     | 1,37 / 100,00   | 0,97 |
|                         | Partido da Terra               | 0     | 0,00 / 100,00   | -    |
| Votos Inválidos         | Votos Inválidos                | 14    | 2,13 / 100,00   | 1,47 |
| Total                   | Total                          | 656   | 100,00 / 100,00 |      |
| Eleitorado/Participação | Eleitorado/Participação        | 837   | 78,38 / 100,00  | 4,74 |

#### Vimieiro
| Partido                 | Partido                        | Votos | %               | +/-  |
| ----------------------- | ------------------------------ | ----- | --------------- | ---- |
|                         | Partido Socialista             | 469   | 56,03 / 100,00  | 7,91 |
|                         | PSD-CDS-PPM                    | 312   | 37,28 / 100,00  | 7,24 |
|                         | Coligação Democrática Unitária | 25    | 2,99 / 100,00   | 0,64 |
|                         | Bloco de Esquerda              | 16    | 1,91 / 100,00   | 1,53 |
|                         | Partido da Terra               | 6     | 0,72 / 100,00   | -    |
| Votos Inválidos         | Votos Inválidos                | 9     | 1,08 / 100,00   | 0,93 |
| Total                   | Total                          | 837   | 100,00 / 100,00 |      |
| Eleitorado/Participação | Eleitorado/Participação        | 1 035 | 80,87 / 100,00  | 8,79 |

### Assembleia Municipal
| Freguesia                    | %     | %             | %     | %     | %    | Votantes |
| Freguesia                    | PS    | PSD- CDS- PPM | CDU   | BE    | MPT  | Votantes |
| ---------------------------- | ----- | ------------- | ----- | ----- | ---- | -------- |
| Adaúfe                       | 48,48 | 38,01         | 5,44  | 5,35  | 0,53 | 2 244    |
| Arcos                        | 53,33 | 33,76         | 4,95  | 4,95  | 0,43 | 465      |
| Arentim                      | 59,34 | 32,98         | 3,05  | 2,38  | 1,06 | 755      |
| Aveleda                      | 52,86 | 32,90         | 6,94  | 3,65  | 0,50 | 1 398    |
| Braga - Cividade             | 29,18 | 55,23         | 5,84  | 7,55  | 0,60 | 994      |
| Braga - Maximinos            | 37,29 | 39,38         | 9,81  | 8,72  | 1,22 | 4 497    |
| Braga - S. João do Souto     | 23,78 | 58,02         | 7,93  | 5,95  | 0,54 | 555      |
| Braga - S. José de S. Lázaro | 35,14 | 44,57         | 8,78  | 7,68  | 1,04 | 7 698    |
| Braga - São Vicente          | 40,11 | 43,48         | 7,66  | 5,58  | 0,97 | 5 754    |
| Braga - São Victor           | 31,27 | 46,65         | 9,42  | 8,44  | 1,20 | 12 076   |
| Braga - Sé                   | 34,00 | 36,12         | 18,93 | 7,16  | 1,32 | 2 879    |
| Cabreiros                    | 52,31 | 38,28         | 4,63  | 2,55  | 0,16 | 1 254    |
| Celeirós                     | 49,23 | 31,58         | 9,94  | 5,10  | 0,85 | 1 881    |
| Crespos                      | 45,69 | 48,23         | 1,84  | 2,83  | 0,28 | 707      |
| Cunha                        | 55,10 | 38,55         | 0,91  | 2,95  | 0,45 | 441      |
| Dume                         | 50,55 | 35,08         | 7,04  | 3,77  | 0,64 | 2 018    |
| Escudeiros                   | 49,15 | 43,94         | 2,39  | 2,25  | 0,56 | 710      |
| Espinho                      | 52,51 | 36,43         | 8,17  | 1,26  | 0,13 | 796      |
| Esporões                     | 51,05 | 38,83         | 3,10  | 3,26  | 1,51 | 1 195    |
| Este São Mamede              | 55,61 | 28,79         | 5,38  | 4,93  | 1,26 | 1 115    |
| Este São Pedro               | 44,20 | 42,85         | 5,27  | 4,29  | 0,23 | 1 328    |
| Ferreiros                    | 51,36 | 33,64         | 6,87  | 5,34  | 0,78 | 3 972    |
| Figueiredo                   | 53,89 | 36,05         | 3,11  | 2,28  | 1,56 | 835      |
| Fradelos                     | 32,62 | 61,50         | 0,89  | 1,78  | 0,89 | 561      |
| Fraião                       | 34,97 | 51,71         | 4,53  | 5,77  | 0,79 | 1 524    |
| Frossos                      | 44,58 | 39,74         | 6,61  | 5,99  | 0,88 | 1 135    |
| Gondizalves                  | 47,26 | 38,69         | 5,83  | 4,40  | 0,83 | 840      |
| Gualtar                      | 44,96 | 39,13         | 7,02  | 6,06  | 0,74 | 2 691    |
| Guisande                     | 50,00 | 44,21         | 1,83  | 2,13  | 0,30 | 328      |
| Lamaçães                     | 36,30 | 46,85         | 6,36  | 7,47  | 0,62 | 1 620    |
| Lamas                        | 59,75 | 35,01         | 1,68  | 1,89  | 0,42 | 477      |
| Lomar                        | 39,46 | 43,93         | 8,46  | 5,51  | 0,87 | 2 884    |
| Merelim São Paio             | 42,88 | 27,62         | 22,58 | 4,84  | 0,54 | 1 488    |
| Merelim São Pedro            | 41,40 | 45,36         | 6,90  | 3,41  | 0,87 | 1 261    |
| Mire de Tibães               | 49,04 | 37,03         | 7,06  | 4,11  | 0,71 | 1 558    |
| Morreira                     | 58,56 | 34,62         | 2,03  | 1,84  | 1,10 | 543      |
| Navarra                      | 35,60 | 54,69         | 1,94  | 3,88  | 0,32 | 309      |
| Nogueira                     | 44,37 | 39,34         | 6,37  | 6,57  | 0,94 | 3 518    |
| Nogueiró                     | 29,49 | 47,99         | 9,29  | 8,28  | 1,55 | 1 292    |
| Oliveira São Pedro           | 42,66 | 44,50         | 3,90  | 2,29  | 1,15 | 436      |
| Padim da Graça               | 49,13 | 38,04         | 6,85  | 3,21  | 1,13 | 1 154    |
| Palmeira                     | 41,15 | 42,15         | 7,20  | 5,31  | 1,03 | 3 013    |
| Panóias                      | 50,62 | 35,22         | 8,87  | 3,57  | 0,37 | 812      |
| Parada de Tibães             | 50,50 | 36,91         | 7,21  | 3,19  | 0,67 | 596      |
| Passos São Julião            | 51,48 | 40,93         | 2,95  | 1,27  | 0,42 | 474      |
| Pedralva                     | 52,56 | 39,56         | 4,84  | 0,97  | 0,28 | 723      |
| Penso Santo Estêvão          | 45,13 | 46,10         | 1,95  | 3,25  | 2,27 | 308      |
| Penso São Vicente            | 54,61 | 32,76         | 5,46  | 2,73  | 1,37 | 293      |
| Pousada                      | 49,24 | 39,88         | 0,91  | 7,55  | 1,51 | 331      |
| Priscos                      | 32,04 | 60,18         | 3,11  | 2,00  | 0,44 | 899      |
| Real                         | 42,25 | 35,90         | 10,99 | 7,13  | 1,06 | 3 212    |
| Ruilhe                       | 46,87 | 38,43         | 8,43  | 3,01  | 0,72 | 830      |
| Santa Lucrécia de Algeriz    | 56,22 | 24,88         | 1,99  | 13,18 | 0,75 | 402      |
| Semelhe                      | 46,28 | 42,47         | 5,08  | 2,54  | 1,27 | 551      |
| Sequeira                     | 50,84 | 36,53         | 4,58  | 4,58  | 0,51 | 1 377    |
| Sobreposta                   | 42,51 | 47,73         | 4,14  | 2,54  | 0,94 | 748      |
| Tadim                        | 48,92 | 35,79         | 8,51  | 3,75  | 0,58 | 693      |
| Tebosa                       | 65,36 | 27,06         | 4,19  | 1,35  | 0,41 | 739      |
| Tenões                       | 35,07 | 39,63         | 11,51 | 9,50  | 0,94 | 747      |
| Trandeiras                   | 45,62 | 48,72         | 1,82  | 2,74  | 0,55 | 548      |
| Vilaça                       | 50,30 | 39,63         | 4,57  | 2,90  | 0,15 | 656      |
| Vimieiro                     | 54,24 | 35,13         | 3,46  | 3,58  | 1,79 | 837      |
| Braga                        | 42,23 | 40,93         | 7,69  | 5,71  | 0,91 | 97 975   |

### Juntas de Freguesia
| Freguesia                    | 2005-2009 | 2005-2009                      | 2005-2009      | 2009-2013 | 2009-2013                      | 2009-2013      |
| ---------------------------- | --------- | ------------------------------ | -------------- | --------- | ------------------------------ | -------------- |
| Adaúfe                       |           | Partido Socialista             | 57,37 / 100,00 |           | Partido Socialista             | 51,16 / 100,00 |
| Arcos                        |           | Partido Socialista             | 57,60 / 100,00 |           | Partido Socialista             | 58,28 / 100,00 |
| Arentim                      |           | Partido Socialista             | 54,68 / 100,00 |           | Partido Socialista             | 50,99 / 100,00 |
| Aveleda                      |           | Partido Socialista             | 64,75 / 100,00 |           | Partido Socialista             | 65,67 / 100,00 |
| Braga - Cividade             |           | PSD-CDS-PPM                    | 51,48 / 100,00 |           | PSD-CDS-PPM                    | 54,93 / 100,00 |
| Braga - Maximinos            |           | Grupo de Cidadãos              | 45,11 / 100,00 |           | Grupo de Cidadãos              | 58,75 / 100,00 |
| Braga - S. João do Souto     |           | PSD-CDS-PPM                    | 66,56 / 100,00 |           | PSD-CDS-PPM                    | 63,42 / 100,00 |
| Braga - S. José de S. Lázaro |           | PSD-CDS-PPM                    | 49,72 / 100,00 |           | PSD-CDS-PPM                    | 45,01 / 100,00 |
| Braga - São Vicente          |           | Partido Socialista             | 41,66 / 100,00 |           | PSD-CDS-PPM                    | 41,17 / 100,00 |
| Braga - São Victor           |           | PSD-CDS-PPM                    | 51,24 / 100,00 |           | PSD-CDS-PPM                    | 58,24 / 100,00 |
| Braga - Sé                   |           | Coligação Democrática Unitária | 36,63 / 100,00 |           | Coligação Democrática Unitária | 45,22 / 100,00 |
| Cabreiros                    |           | Partido Socialista             | 55,38 / 100,00 |           | Partido Socialista             | 56,30 / 100,00 |
| Celeirós                     |           | Grupo de Cidadãos              | 52,79 / 100,00 |           | Grupo de Cidadãos              | 69,01 / 100,00 |
| Crespos                      |           | Partido Socialista             | 73,15 / 100,00 |           | PSD-CDS-PPM                    | 52,05 / 100,00 |
| Cunha                        |           | Partido Socialista             | 86,98 / 100,00 |           | Partido Socialista             | 56,69 / 100,00 |
| Dume                         |           | Partido Socialista             | 44,80 / 100,00 |           | Partido Socialista             | 53,67 / 100,00 |
| Escudeiros                   |           | Partido Socialista             | 50,48 / 100,00 |           | PSD-CDS-PPM                    | 49,72 / 100,00 |
| Espinho                      |           | Partido Socialista             | 44,54 / 100,00 |           | Partido Socialista             | 50,25 / 100,00 |
| Esporões                     |           | Partido Socialista             | 64,73 / 100,00 |           | Partido Socialista             | 57,24 / 100,00 |
| Este São Mamede              |           | Grupo de Cidadãos              | 74,23 / 100,00 |           | Grupo de Cidadãos              | 58,21 / 100,00 |
| Este São Pedro               |           | Partido Socialista             | 53,20 / 100,00 |           | PSD-CDS-PPM                    | 51,51 / 100,00 |
| Ferreiros                    |           | Partido Socialista             | 45,99 / 100,00 |           | Partido Socialista             | 63,32 / 100,00 |
| Figueiredo                   |           | Partido Socialista             | 51,00 / 100,00 |           | Partido Socialista             | 63,47 / 100,00 |
| Fradelos                     |           | PSD-CDS-PPM                    | 70,49 / 100,00 |           | PSD-CDS-PPM                    | 67,56 / 100,00 |
| Fraião                       |           | PSD-CDS-PPM                    | 49,86 / 100,00 |           | PSD-CDS-PPM                    | 48,43 / 100,00 |
| Frossos                      |           | Partido Socialista             | 51,01 / 100,00 |           | Partido Socialista             | 46,70 / 100,00 |
| Gondizalves                  |           | Partido Socialista             | 50,32 / 100,00 |           | Partido Socialista             | 52,14 / 100,00 |
| Gualtar                      |           | Partido Socialista             | 45,79 / 100,00 |           | Partido Socialista             | 50,93 / 100,00 |
| Guisande                     |           | Partido Socialista             | 53,94 / 100,00 |           | Partido Socialista             | 49,09 / 100,00 |
| Lamaçães                     |           | PSD-CDS-PPM                    | 42,13 / 100,00 |           | PSD-CDS-PPM                    | 46,98 / 100,00 |
| Lamas                        |           | Partido Socialista             | 69,80 / 100,00 |           | Partido Socialista             | 73,17 / 100,00 |
| Lomar                        |           | PSD-CDS-PPM                    | 47,95 / 100,00 |           | PSD-CDS-PPM                    | 49,20 / 100,00 |
| Merelim São Paio             |           | Partido Socialista             | 47,47 / 100,00 |           | Coligação Democrática Unitária | 42,07 / 100,00 |
| Merelim São Pedro            |           | Partido Socialista             | 47,04 / 100,00 |           | PSD-CDS-PPM                    | 51,23 / 100,00 |
| Mire de Tibães               |           | Partido Socialista             | 49,15 / 100,00 |           | Partido Socialista             | 50,83 / 100,00 |
| Morreira                     |           | Partido Socialista             | 54,27 / 100,00 |           | Partido Socialista             | 73,85 / 100,00 |
| Navarra                      |           | PSD-CDS-PPM                    | 58,72 / 100,00 |           | PSD-CDS-PPM                    | 56,63 / 100,00 |
| Nogueira                     |           | Partido Socialista             | 47,32 / 100,00 |           | Partido Socialista             | 48,78 / 100,00 |
| Nogueiró                     |           | Grupo de Cidadãos              | 70,39 / 100,00 |           | Grupo de Cidadãos              | 51,28 / 100,00 |
| Oliveira São Pedro           |           | Grupo de Cidadãos              | 52,48 / 100,00 |           | PSD-CDS-PPM                    | 49,54 / 100,00 |
| Padim da Graça               |           | Partido Socialista             | 56,56 / 100,00 |           | Partido Socialista             | 39,08 / 100,00 |
| Palmeira                     |           | Grupo de Cidadãos              | 66,57 / 100,00 |           | Grupo de Cidadãos              | 75,61 / 100,00 |
| Panóias                      |           | Partido Socialista             | 64,46 / 100,00 |           | Partido Socialista             | 53,57 / 100,00 |
| Parada de Tibães             |           | Partido Socialista             | 58,78 / 100,00 |           | Partido Socialista             | 58,56 / 100,00 |
| Passos São Julião            |           | Partido Socialista             | 51,25 / 100,00 |           | Partido Socialista             | 60,97 / 100,00 |
| Pedralva                     |           | Partido Socialista             | 61,25 / 100,00 |           | Partido Socialista             | 51,31 / 100,00 |
| Penso Santo Estêvão          |           | Grupo de Cidadãos              | 58,33 / 100,00 |           | Partido Socialista             | 53,57 / 100,00 |
| Penso São Vicente            |           | PSD-CDS-PPM                    | 40,29 / 100,00 |           | Partido Socialista             | 51,54 / 100,00 |
| Pousada                      |           | Partido Socialista             | 53,38 / 100,00 |           | Partido Socialista             | 53,47 / 100,00 |
| Priscos                      |           | PSD-CDS-PPM                    | 57,07 / 100,00 |           | PSD-CDS-PPM                    | 66,18 / 100,00 |
| Real                         |           | Partido Socialista             | 41,26 / 100,00 |           | Partido Socialista             | 43,84 / 100,00 |
| Ruilhe                       |           | Partido Socialista             | 42,79 / 100,00 |           | Partido Socialista             | 50,00 / 100,00 |
| Santa Lucrécia de Algeriz    |           | Partido Socialista             | 61,56 / 100,00 |           | Partido Socialista             | 61,19 / 100,00 |
| Semelhe                      |           | Partido Socialista             | 47,94 / 100,00 |           | Partido Socialista             | 46,64 / 100,00 |
| Sequeira                     |           | Partido Socialista             | 50,52 / 100,00 |           | Partido Socialista             | 62,99 / 100,00 |
| Sobreposta                   |           | PSD-CDS-PPM                    | 51,15 / 100,00 |           | Grupo de Cidadãos              | 80,08 / 100,00 |
| Tadim                        |           | Partido Socialista             | 57,48 / 100,00 |           | Partido Socialista             | 54,69 / 100,00 |
| Tebosa                       |           | Partido Socialista             | 74,44 / 100,00 |           | Partido Socialista             | 74,70 / 100,00 |
| Tenões                       |           | Grupo de Cidadãos              | 61,52 / 100,00 |           | Grupo de Cidadãos              | 65,60 / 100,00 |
| Trandeiras                   |           | Partido Socialista             | 64,12 / 100,00 |           | Partido Socialista             | 63,50 / 100,00 |
| Vilaça                       |           | Partido Socialista             | 59,22 / 100,00 |           | Partido Socialista             | 60,06 / 100,00 |
| Vimieiro                     |           | Partido Socialista             | 49,62 / 100,00 |           | Partido Socialista             | 56,63 / 100,00 |